# Tracy (Kalifornie)
Tracy je město v okresu San Joaquin County ve státě Kalifornie ve Spojených státech amerických. Jde o druhé největší město v San Joaquin County po Stocktonu a o 78. největší město ve státě Kalifornie. Nachází se na samotném okraji San Francisco Bay Area. 
K roku 2020 zde žilo 93 000 obyvatel. S celkovou rozlohou 67 km² byla hustota zalidnění 1 400 obyvatel na km². Až do 18. století byla oblast, kde se dnes město nachází, obývána původními obyvateli, kteří byli postupně vyhnáni příchozími Evropany. Městem je Tracy oficiálně od roku 1911, přičemž během 20. století zaznamenalo významný rozkvět díky železnici vedoucí do San Francisca a zemědělské produkci v okolí města. Město se nachází v oblasti se semiaridním podnebím. 